# Kirche der Göttlichen Vorsehung Utena

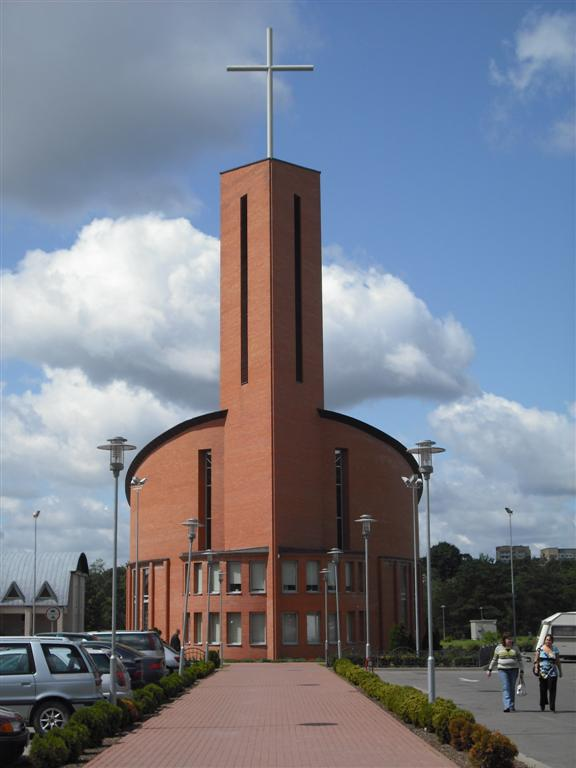
Kirche

Kirche der Göttlichen Vorsehung Utena (litauisch Utenos Dievo Apvaizdos bažnyčia) ist die zweite Gemeindekirche in Utena, im Dekanat Utena, Bistum Panevėžys, Litauen. Sie ist aus Backstein. Die Adresse ist Aušros g. 78, LT–28150. 

## Geschichte
Am 11. Juni 2004 wurde die Erlaubnis für den Bau ausgestellt, am 27. Juni wurde der Grundstein gelegt und geweiht. Am 19. September wurden die vier Glocken geweiht. Die Kirche wurde am 19. März 2005 während der St. Joseph-Kirmes eingeweiht. Projektverantwortlich waren Architekten aus Vilnius: Ričardas Krištapavičius und Mindaugas Jamantas. Die Bauarbeiten führte das Unternehmen UAB Dailista aus Kupiškis aus. Der Hauptmäzen war der litauische Handelskonzern UAB VP Market.